# Sibylle Gabrielle Riquetti de Mirabeau
Sibylle Gabrielle Riquetti de Mirabeau, feia servir el pseudònim Gyp, (15 d'agost de 1850, castell de Koetsal, Morbihan – 29 de juny de 1932, Neuilly-sur-Seine), comtessa de Martel de Joinville, és considerada una escriptora política per l'enfocament de la seva obra de patriota reaccionaria amb satirització de la vida mundana. Va participar en trobades antisemites i nacionalistes. Va escriure més de cent volums que es classifiquen com obres polítiques, gènere sentimental i records d'infància. Le mariage de Chiffon (Les bodes de Chiffon) és una obra sentimental on escriu sobre l'adolescència d'una noia anomenada Coryse de Lannay que discuteix molt amb la seva mare, dona egoista i de vida mundana, casada amb segones núpcies. Coryse té pretendents que li van darrere per l'herència que ha de rebre del seu pare adoptiu, però ella els rebutja, ja que estima el fill del pare. El llenguatge és pròpiament parisenc, més que francès, descrivint una societat aristocràtica frívola. Aquesta obra va ser popularitzada pel cinematògraf.

## Obres
La seva obra:
- Autour du mariage (1883)
- Autour du divorce (1886)
- Mademoiselle Ève. Teatre. Calmann Lévy Èditeur. Paris 1889
- Le journal d'un philosophe (1894)
- Le mariage de Chiffon (1894)
- Ohé! Les dirigeants (1896)
- Le baron Sinaï (1897)
- Israël (1898)
- Friquet (1901)
- La fée (1902)
- Un ménage dernier cri (1903)
- L'age du toc (1908)
- Le bonheur de Ginette (1911)
- Les flanchards (1917)
- Les profitards (1918)
- Le monde à coté (1920)
- Souvenirs d'une petite fille (1927-1928)